# Melissodes dentiventris
Melissodes dentiventris es una especie de abeja del género Melissodes, tribu Eucerini, familia Apidae. Fue descrita científicamente por Smith en 1854.

## Descripción
Los machos miden 10,5-12 milímetros de longitud y las hembras 10,5-14,5 milímetros.

## Distribución
Se distribuye por América del Norte.